# Batman (álbum)
Batman es el undécimo álbum del músico norteamericano Prince lanzado el 19 de junio de 1989, publicado este con motivo de la película Batman de ese mismo año, como su banda sonora original. Fue un importante éxito de ventas en un momento de dificultades económicas del músico.
Todos los temas fueron compuestos, musicalizados y producidos por Prince, excepto la canción Scandalous cuya orquestación se atribuye al músico junto con su padre, John L. Nelson.

## Listado de canciones
El álbum contiene los siguientes temas:
1. The Future
2. Electric Chair
3. The Arms of Orion (con Sheena Easton)
4. Partyman
5. Vicki Waiting
6. Trust
7. Lemon Crush
8. Scandalous
9. Batdance

## Sencillos
- Batdance
- Partyman
- The Arms of Orion
- Scandalous (disponible también en formato maxisencillo bajo la denominación The Scandalous Sex Suite)
- The Future (sólo para Europa)

## Producción
El álbum fue rápidamente grabado, en sólo nueve meses y medio entre el 6 de junio de 1988 y marzo de 1989. Prince utilizó tres temas compuestos previamente: Electric Chair, Scandalous y Vicky Waiting, además de contar con la participación de la cantante Sheena Easton en The Arms of Orion. También el músico se ayudó de numerosos samplers de otras canciones, propias y ajenas, para armar los temas, como por ejemplo el coro del clásico tema de Neal Hefti para la serie Batman de la década de 1960 en el sencillo Batdance. Como detalle, fue el último álbum del artista en la década de 1980.
La producción del disco se debió a un contrato previo de Prince con Warner, lo cual resultó en esta banda sonora de la película Batman llevada a cabo por un solo músico y no por varios como es la práctica común, esto para hacerlo una verdadera contraparte del filme; de hecho algunas de las pistas se utilizan durante la película..
Aunque el álbum fue muy críticamente recibido, en lo económico llegó a los primeros puestos y fue muy útil para vender el filme. Por otro lado, debido a lo complejo de los derechos del personaje Batman, el cual en última instancia es propiedad del corporativo Time Warner, el músico Prince estaba impedido para utilizar las canciones del álbum en sus propios conciertos así como de incluirlas en sus colecciones de éxitos.
Por último, además de este álbum, se lanzó también la musicalización de la película realizada por el compositor Danny Elfman, en un disco igualmente titulado Batman. La diferencia esencial para distinguirlos es que aquel tiene en la portada una imagen de la película en donde el avión de Batman se posa frente a la luna simbolizando su emblema, mientras este ostenta el escudo utilizado en el filme para el personaje en dorado y negro.

## Estudio
El 19 de junio de 2019 se celebró un simposio académico para estudiar el álbum